# Louis Tournier
Louis Tournier (* 8. Mai 1828 in Genf; † 11. Juli 1898 in Troinex) war ein Schweizer reformierter Theologe.

## Leben
Von 1847 bis 1851 studierte Tournier Theologie an der Akademie in Genf, wo er 1851 seine Ordination erhielt. Von 1851 bis 1852 war er Vikar in Les Eaux-Vives. Von 1852 bis 1874 war er Pfarrer in Genf. Von 1874 bis 1898 war er Katechet am Auditoire de Calvin.
1856 war er Feldprediger der Miliz. Von 1859 bis 1874 war er Mitglied des Genfer Konsistoriums. Tournier „trug viel zur Erneuerung der Liturgie der ref. Genfer Landeskirche 1861 bei“.

## Werke (Auswahl)
Louis Tournier verfasste Gedichte und Liedtexte.
- Ruth (1849)
- Les enfantines (1852)
- Chants de la jeunesse (1865)
- Voix de la cathédrale (1867)
- Les premiers chants (1868)
- La colombe (1870)
- Belle neige (1873)